# Самулиха
Самулиха — деревня на северо-западе Бежаницкого района Псковской области.  Входит в состав сельского поселения Ашевское.
Расположена на левом берегу реки Деревка (напротив устья реки Топорово), в 32 км к северо-западу от райцентра Бежаницы и в 0,5 км к востоку от деревни Ублиска.
Численность населения деревни составляет 25 жителей (2000 год).
До 3 июня 2010 года деревня входила в состав ныне упразднённой Ново-Кузнецовской волости с центром в д. Ублиска.